# 가도니
가도니(Gadoni)는 이탈리아 사르데냐 주 누오로도에 있는 코무네이다. 칼리아리에서 북쪽으로 약 80 킬로미터 (50 mi), 누오로에서 남서쪽으로 약 45 킬로미터 (28 mi) 떨어져 있다. 2004년 12월 31일 기준으로 인구는 949명이고 면적은 43.4 제곱킬로미터 (16.8 mi2)이다.
가도니 코무네는 프라치오네인 푼타나 라미노사를 포함한다.
가도니는 다음 코무네와 접한다: 아리초, 라코니, 세울로, 빌라노바 툴로.